# Häusergruppe Marktstraße 1, 3 und 20

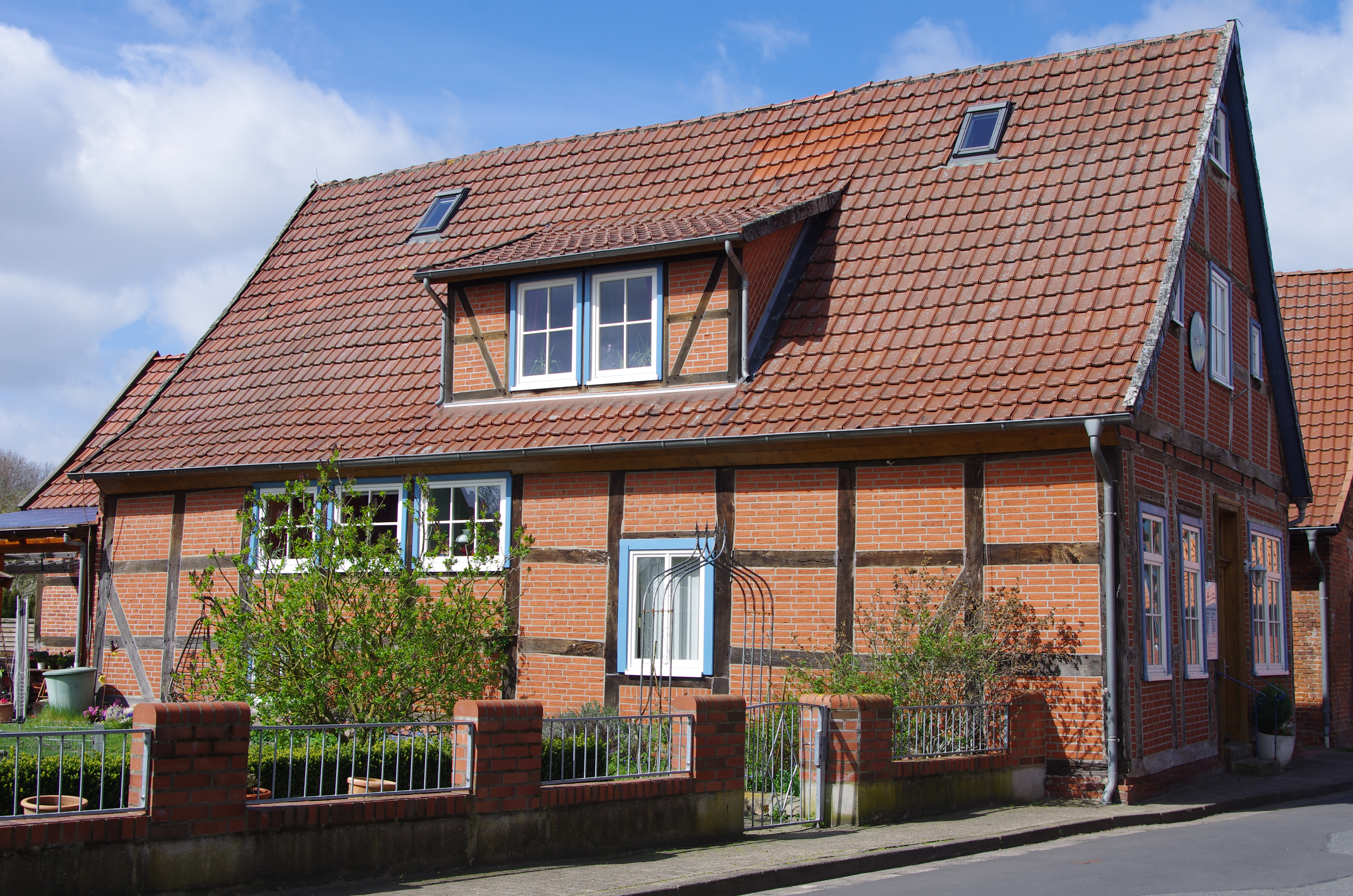
Marktstraße 1

Die Häusergruppe Marktstraße 1, 3 und 20 in Bücken in der niedersächsischen Samtgemeinde Grafschaft Hoya stammt vom 18. und 19. Jahrhundert.

Die Gebäude werden aktuell (2023) als Wohnhäuser genutzt.
Die Gebäude stehen unter Denkmalschutz (siehe auch Liste der Baudenkmale in Bücken).

## Geschichte
Die Marktstraße ist eine zentrale von Osten (Bahnhofstraße) nach Westen und dann nach Norden (Am Markt bzw. Friedhofsweg) führende Straße im Flecken Bücken mit zwei denkmalgeschützten Wohnhausgruppen: Zu dieser nicht zusammenhängenden Gruppe gehören folgende eingeschossige zumeist giebelständige Wohnhäuser:

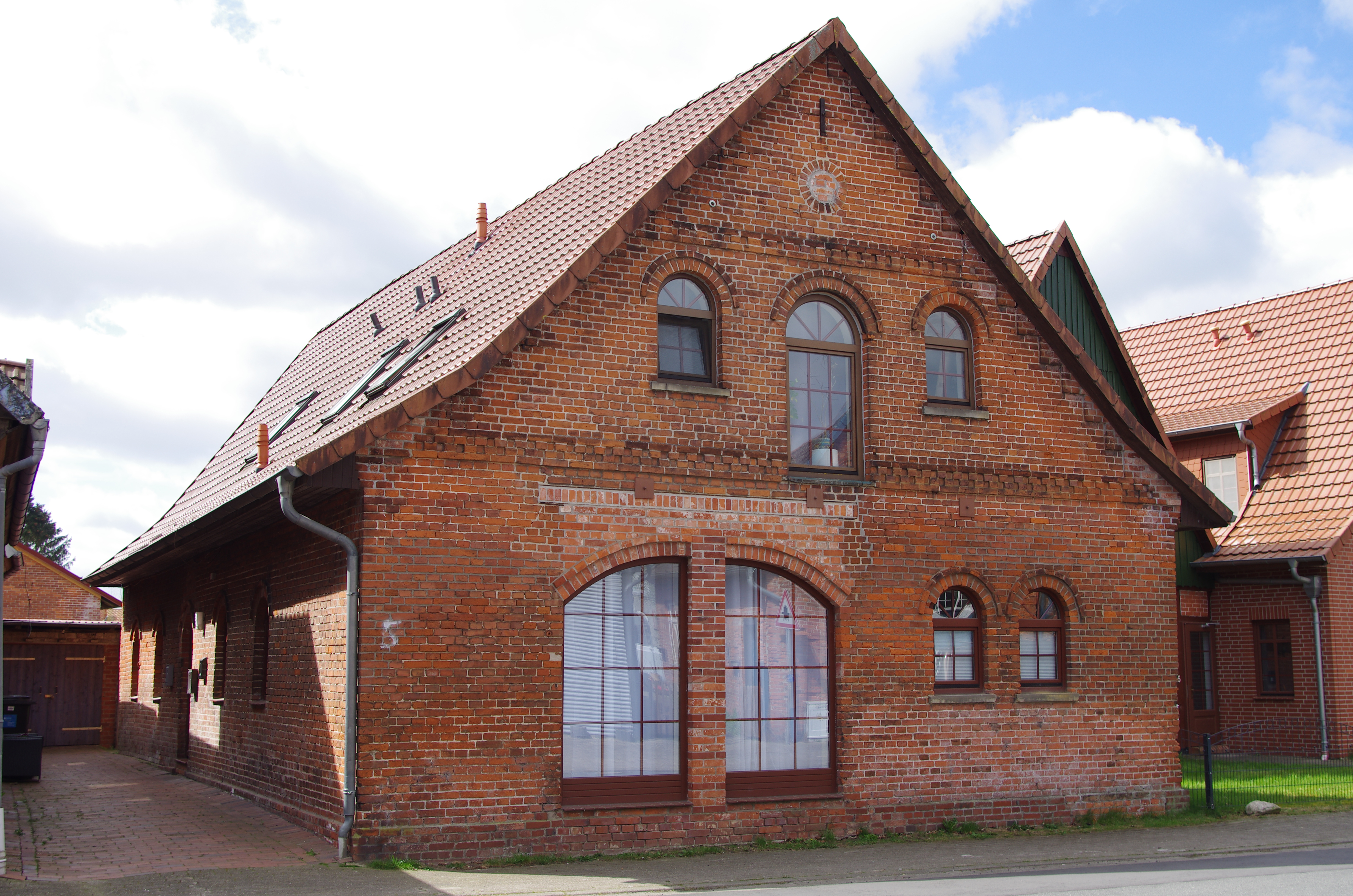
Marktstraße 3

- Nr. 1: Fachwerkhaus mit Ziegelausfachungen vom Anfang des 19. Jahrhunderts mit Satteldach
- Nr. 1: Ehemalige Scheune als Ziegelbau von um 1890 mit Ziegelzier, seitlicher Längsdiele und Satteldach
- Nr. 3/5: Fachwerkhaus von 1723 (Inschrift) mit  vertikal verbretterten Giebeldreieck und Satteldach (im Bild verdeckt), daneben ein verklinkertes Historisierendes Wohnhaus mit Satteldach und Mittelgesims sowie Rund- und Segmentbögen der Fenster
- Nr. 20: Ziegelbau vom Anfang des 19. Jahrhunderts mit zwei gleichwertigen Giebeln sowie Krüppelwalmdach
- Am Markt Nr. 6: Traufständiges Fachwerkhaus vom Anfang des 19. Jahrhunderts mit Krüppelwalmdächern, ab um 1900 straßenseitig massive verputzte Fassade

Die Häuser dieser Gruppe und die der Häusergruppe Marktstraße 10 bis 18 zeigen auch mit den baulichen Veränderungen eine relativ große Geschlossenheit der Bebauung.

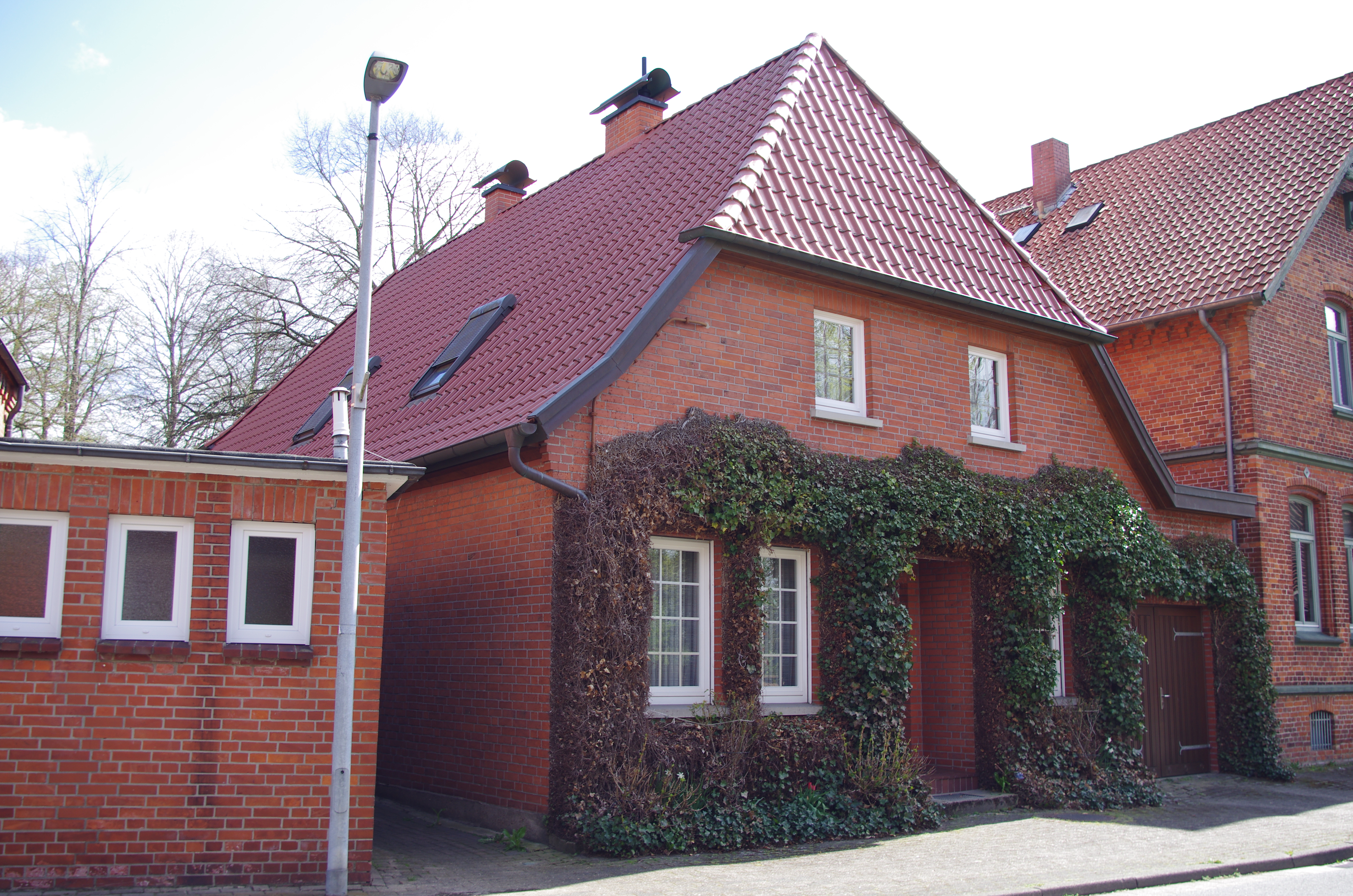
Marktstraße 20
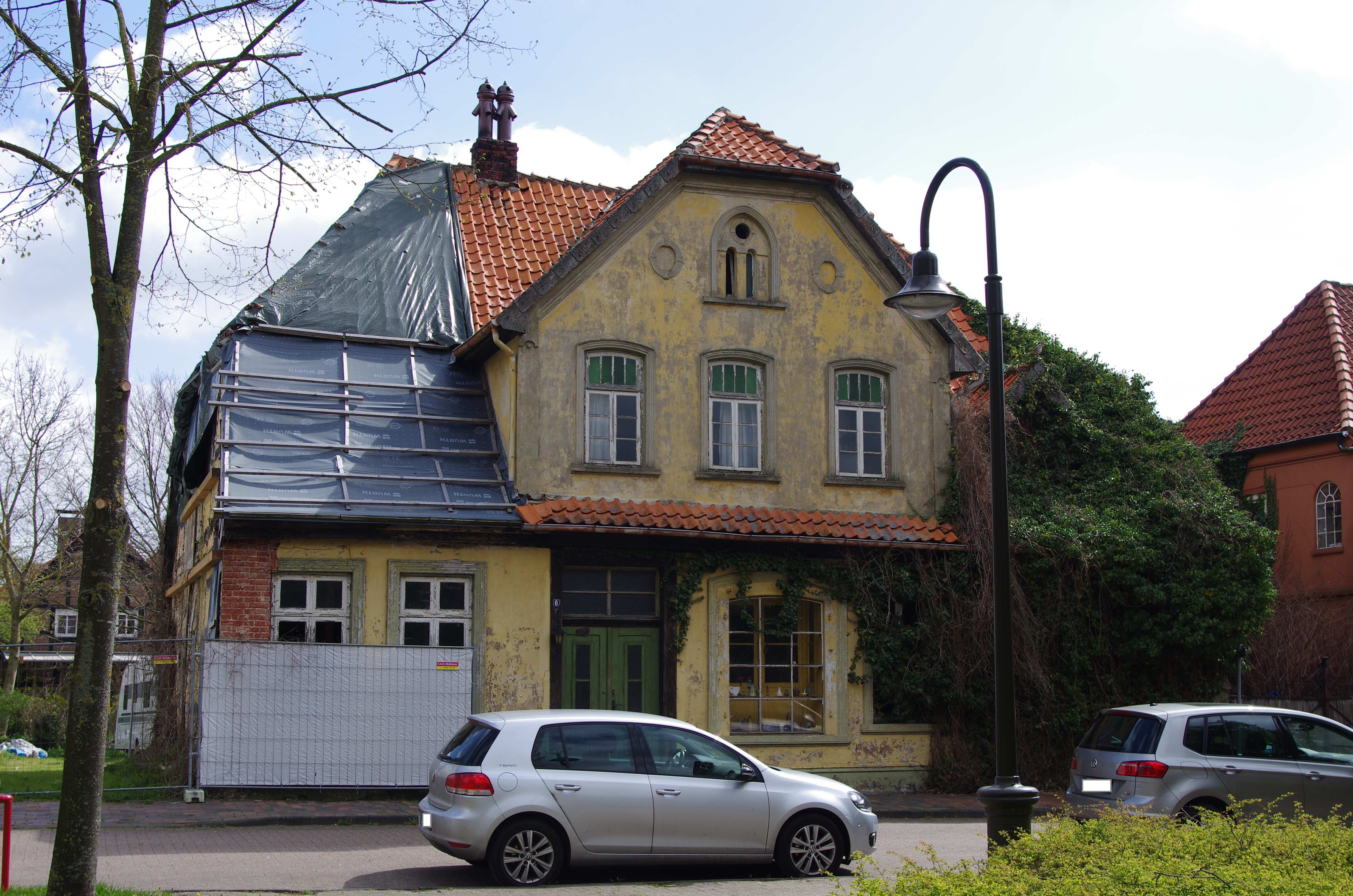
Am Markt 6